# فريزر ميليغان
فريزر ميليغان (بالإنجليزية: Fraser Milligan)‏ (19 أبريل 1989 بدندي في المملكة المتحدة - ) هو لاعب كرة قدم بريطاني في مركز الدفاع. لعب مع دندي يونايتد ونادي مونتروز لكرة القدم وTayport F.C. ‏.

## وصلات خارجية
- فريزر ميليغان على موقع قاعدة بيانات كرة القدم.إي يو (الإنجليزية)
- فريزر ميليغان على موقع Soccerbase.com (لاعب) (الإنجليزية)